# وينستون (سجائر)
وينستون (بالإنجليزية: Winston)‏ هي علامة تجارية مسجلة لتصنيع السجائر، تملكها وتصنعها شركة "آي تي جي براندز"، وهي شركة تابعة لشركة إمبريال تاباكو.